# Dusnok-patak feletti felüljáró
A Dusnok-patak feletti felüljáró egy híd az M4-es autópályán, Magyarország egyik leghosszabb autópálya felüljárója, Hajdú-Bihar vármegye leghosszabb hídja. Építése 2017. július 11-én  kezdődött és 2020. szeptember 4-én adták át a forgalomnak.

## Történelem

### Nyomvonal-kijelölés
Az M4-es autópálya 47-es főút–Nagykereki–országhatár között szakaszán, a magyar-román határ előtt található a műtárgy. A 26,5 kilométeren megépülő út kivitelezésére nyertesként 2016. december 23-án a Hódút Kft., a Duna Aszfalt Kft. és az A-Híd Zrt. közös ajánlatát tették 83 milliárdért, amelyet az eljárásban érvénytelen ajánlatként megjelölt Itinera és Közgép - 58 milliárdos ajánlatával megtámadott. 2017. március 7-én a Közbeszerzési Döntőbíróság helyben hagyta a döntést, így a beruházó áprilisban szerződhetett a magasabb ajánlattevővel. Az alapkő letételére 2017. július 11-én került sor.
A beruházás része a szakasz legnagyobb műtárgyának kialakítása: a Dusnok-patak feletti felüljáró. A sík vidéken épülő felüljárót a Dusnok-patak és az azt széles sávban kísérő értékes, változatos, padkás szikes, és nagy kiterjedésű, mocsaras réti völgy természetvédelme indokolja. A Dusnok-patakot a nádas, magassásos növényzetét követő, gyepes sédbúza (Deschampsia caespitosa), dominanciájú gyepek jellemzik. Fajösszetételére jellemzők a magassásos, pántlikafüves és mocsári magaskórós fajok megjelenése is. A természetvédelmi projekt része volt a Kismarjai Nagy-szik (HUHN20014) kiemelt jelentőségű természetmegőrzési terület fenntartási terve szerinti megőrzésének.

## Műszaki adatok
A felüljáró szerkezet Hajdú-Bihar vármegye talán legnagyobb hídműtárgya. A híd szerkezeti rendszere: kétpályás, kilenc nyílású, folytatólagos, többtámaszú gerenda híd. Felszerkezete: ortotróp pályalemezes; pályánként három főtartós acélszerkezet. Támaszközök: 22,50 + 3 × 45,00 + 60,00 + 3 × 45,00 + 22,50 m. Teljes hossz: 376,40 m. Hídszélesség: 28,23 m (14,04 + 0,15 + 14,04 m). A műtárgy 2020 májusára készült el szerkezetében, majd a terhelési próbát követően a hónap közepén kezdték meg az aszfaltozását. 2020. szeptember 4-én pedig átadták át a forgalomnak.